# Ziemomysł Kuczyk
Ziemomysł Kuczyk vel Kucyk (XIX wiek) – pułkownik w powstaniu styczniowym, emigrant i agent rosyjski.
W początku 1863 utworzył partię powstańczą w powiecie stanisławowskim. 3 marca stoczył zwycięską potyczkę nad Glinianką. Następnego dnia rozbity pod Górą Kalwarią. W kwietniu 1863 wydał w Warszawie Przyczynek do instrukcji dla naczelników oddziałów. Związany politycznie z Ludwikiem Mierosławskim, mianowany został organizatorem wojskowym Galicji.
Po upadku powstania wyemigrował do Francji. W 1872 mieszkał w St. Gallen w Szwajcarii. Związany z Konfederacją Narodu Polskiego, został aresztowany przez Austriaków 6 lipca 1877 przy przekraczaniu granicy. Zdemaskowany przez Polaków jako pospolity agent i prowokator III Oddziału Kancelarii Osobistej Jego Cesarskiej Mości.